# Ой, вы, гуси
«Ой, вы, гуси» — черно-белый художественный фильм 1991 года. Дебют режиссера Лидии Бобровой снят в документальной манере, в съемках в основном заняты непрофессиональные актеры.
Название фильма — это первые три слова из застольной песни «Ой, вы, гуси, вы, серые гуси, расскажите, где доля моя?».

## Сюжет
История жизни трёх братьев Ивановых. Старший — Александр — уголовник, отсидел за убийство. Средний — Дмитрий — инвалид. Младший — Пётр — алкоголик. Разошлись их пути, но у каждого осталась в памяти та уходящая вдаль дорога, по которой шагает отец с тремя сыновьями под песню о «серых гусях».

## Съёмочная группа
- Автор сценария: Лидия Боброва
- Режиссёр-постановщик: Лидия Боброва
- Оператор-постановщик: Сергей Астахов
- Художник-постановщик: Геннадий Попов
- Редактор: Нелли Аржакова

## В ролях
- Вячеслав Соболев[2] — Митька
- Василий Фролов — Саня
- Юрий Бобров — Петька
- Нина Усатова — Даша, жена Петьки
- Галина Волкова — Рая
- Светлана Гайтан — Любка
- Марина Кузнецова — Наташка

## Награды
- Фильм вошёл в программу «Ретроспектива „Прощай, СССР!“» ММКФ-2007
- Фильм вошёл в список 100 лучших фильмов России, снятых в период 1908—1996 годов
- Всесоюзный кинофестиваль авторского кино в Твери. Гран-при режиссёру Лидии Бобровой (1991)
- КФ «Дебют» в Москве. Гран-при режиссёру Лидии Бобровой (1992)
- КФ «Кинотавр» в Сочи. Приз жюри «За прекрасный дебют» в конкурсе «Фильмы для избранных?»
- МКФ фильмов-дебютов в Анже. Гран-при за лучший европейский дебют и сценарий режиссёру Лидии Бобровой (1992)
- МКФ женского кино в Минске. Специальный приз режиссёру Лидии Бобровой (1993)

## Рецензии
- Лындина Э. Новые песни о старом (О худож. фильмах «В той стране» и «Ой вы, гуси!») // Культура. — 1997. — 23 октября (№ 41 (7101)). — С. 11.